# Ameerega ingeri
Ameerega ingeri är en groddjursart som först beskrevs av Cochran och Coleman J. Goin 1970.  Ameerega ingeri ingår i släktet Ameerega och familjen pilgiftsgrodor. IUCN kategoriserar arten globalt som akut hotad. Inga underarter finns listade i Catalogue of Life.